# Škoda Superb (1934-1949)
La Škoda Superb est une voiture de luxe fabriquée par le constructeur automobile tchécoslovaque ASAP, plus tard AZNP, de 1934 à 1949. Elle était la première automobile Škoda disponible avec un moteur V8 et, pour les besoins militaires, en transmission intégrale.

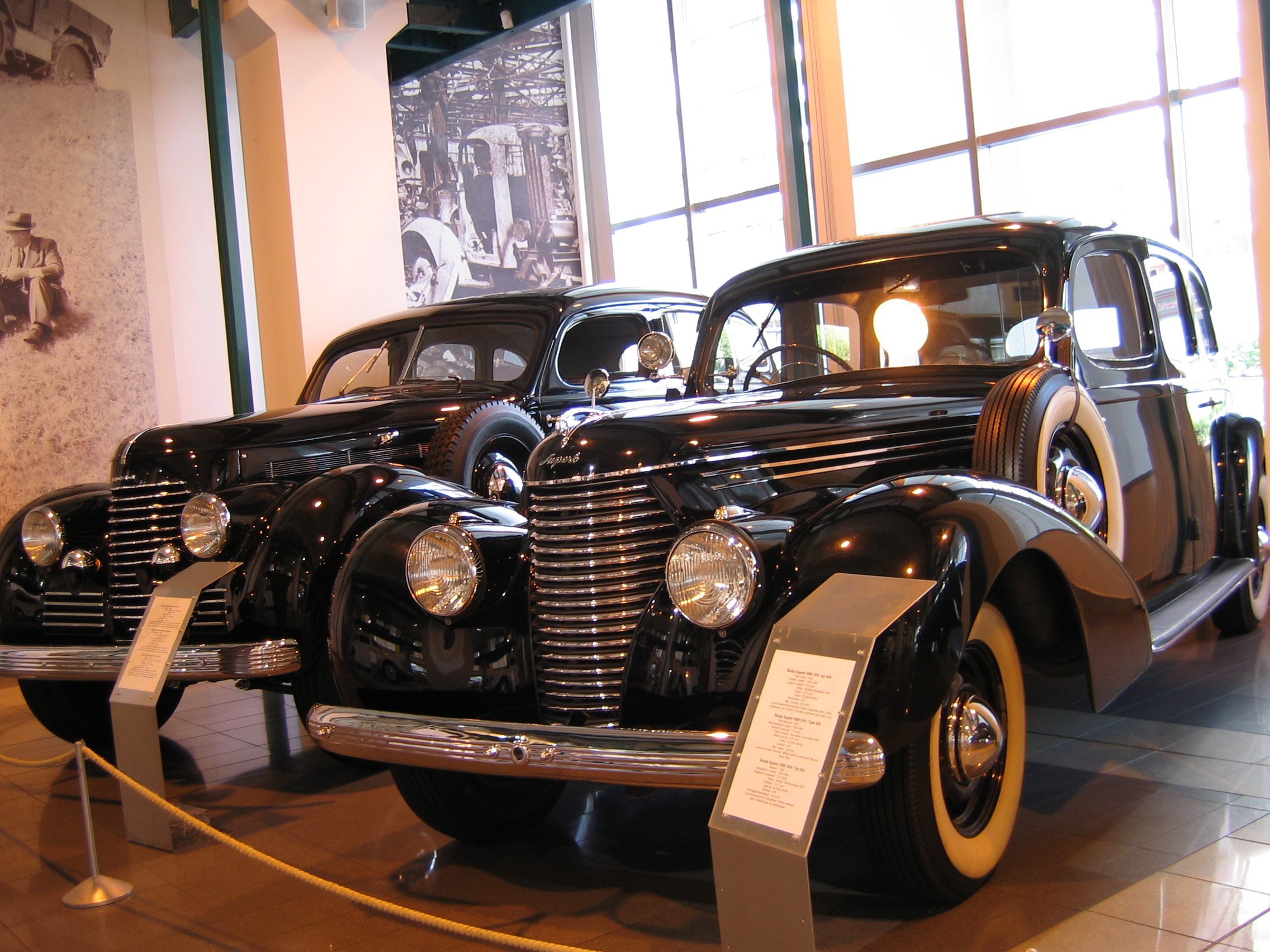
Deux Škoda Superb, exposées au musée Škoda, à Mladá Boleslav.

En 2001, Škoda a repris le nom du modèle Superb pour un modèle indépendant basé sur la Volkswagen Passat.

## Caractéristiques
Le moteur et la boîte de vitesses sont fixés sur le tube de support central du châssis, qui s'ouvre en fourche à l'avant. L'arbre de transmission, installé à l'intérieur du tube, transmet la puissance du moteur aux roues arrière.
La Superb a une suspension à ressorts à lames : un à l'avant et deux à l'arrière. Les freins à tambour sont à commande hydraulique, avec un frein à main mécanique aux roues arrière.

### Première et deuxième génération (Type 640)

#### Skoda Superb 640

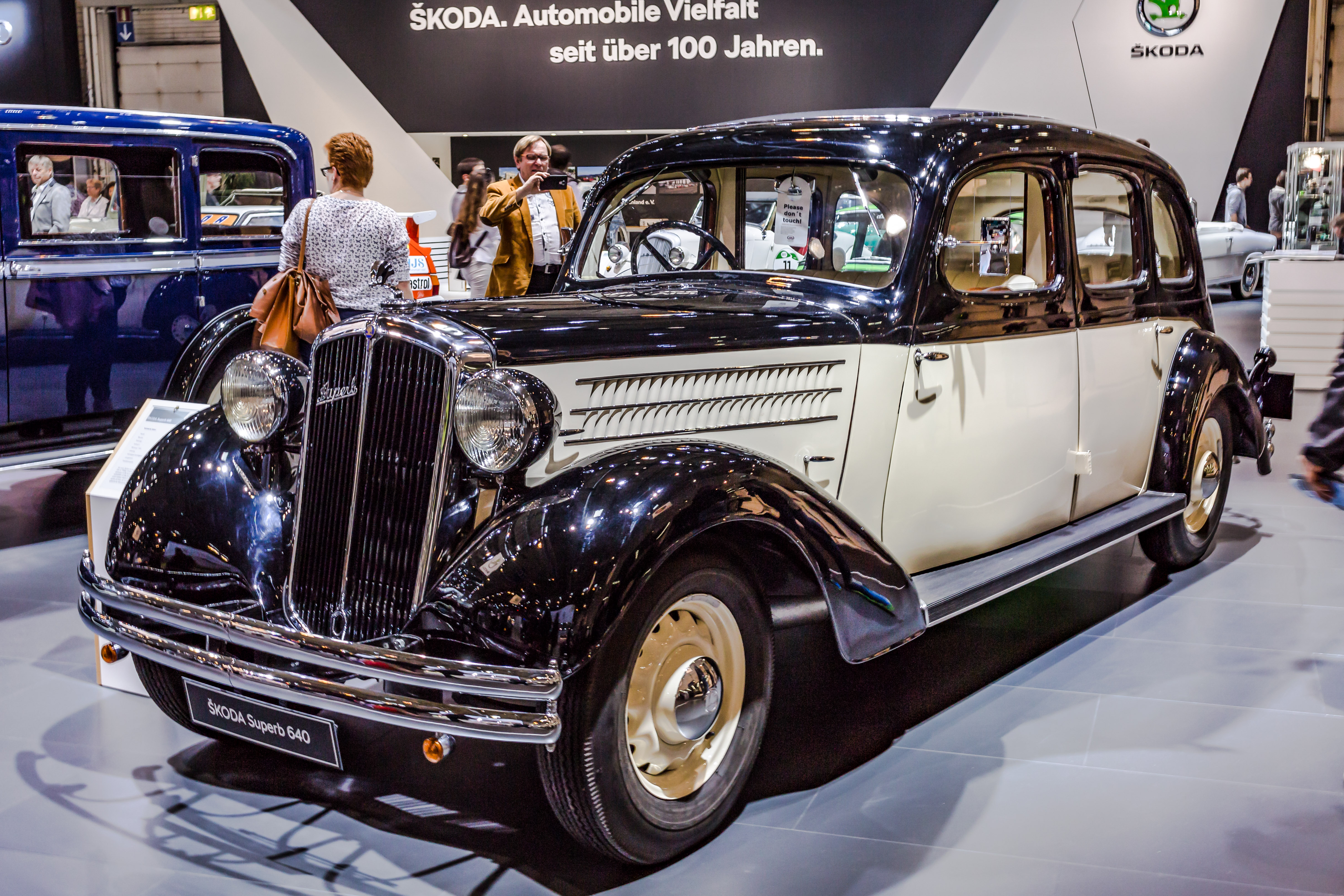
Škoda Superb 640

Le premier moteur utilisé dans la Superb est un six cylindres en ligne à soupapes latérales de 2 492 cm³. La voiture disposait d'un embrayage à sec et d'une boîte manuelle à quatre rapports avec synchronisation sur les 3e et 4e rapports.
Elle était proposée en 4 ou 6 places. Le châssis pèse 1130 kg et la voiture entière 1680 kg, avec de fortes variations selon les versions. Deux générations de ce type ont été produites.

### Troisième génération (Type 902)
Une nouvelle génération de Superb a été introduite en mai 1936 sous le nom de Type 902.
Lorsque Škoda a présenté la Superb en 1934, l'un de ses principaux concurrents tchécoslovaques, Tatra, avait commencé à fabriquer le Type 77, avec un moteur V8 : il s'agit de la première voiture aérodynamique produite en série au monde. Afin de rivaliser avec cette voiture, la Type 902 Superb avait une carrosserie plus arrondie et un style frontal rappelant davantage les modèles plus petits Popular et Rapid. Le moteur a été agrandi à 2 703 cm³ et a été combiné à une nouvelle boîte de vitesses dotée d'un boîtier en aluminium.
Le Type 902 était disponible en berline 4 ou 6 places et en cabriolet 2 portes. Sodomka a également produit une version spéciale de la berline qui avait une carrosserie plus longue et plus aérodynamique.

### Quatrième génération (Type 913)
Un autre changement est survenu en octobre 1936, lorsque la Superb Type 913 a été introduite. L'avant de la voiture a été redessiné et son moteur six cylindres en ligne à tête plate a de nouveau été augmenté, cette fois à 2 914 cm³.
Le Type 913 était disponible en quatre versions de base : une limousine 6 ou 7 places, une berline 5 places et une berline 5 places à deux portes. D'autres versions moins courantes comprenaient un cabriolet de luxe à deux portes, une ambulance, une fourgonnette et une camionnette. La production a pris fin en février 1939. Certaines des dernières voitures produites utilisaient le plus gros moteur de 3 140 cm³ du prototype Type 924, qui comportait pour la première fois une disposition des soupapes en tête, au lieu des soupapes latérales des moteurs précédents.

### Cinquième génération

#### Type 924

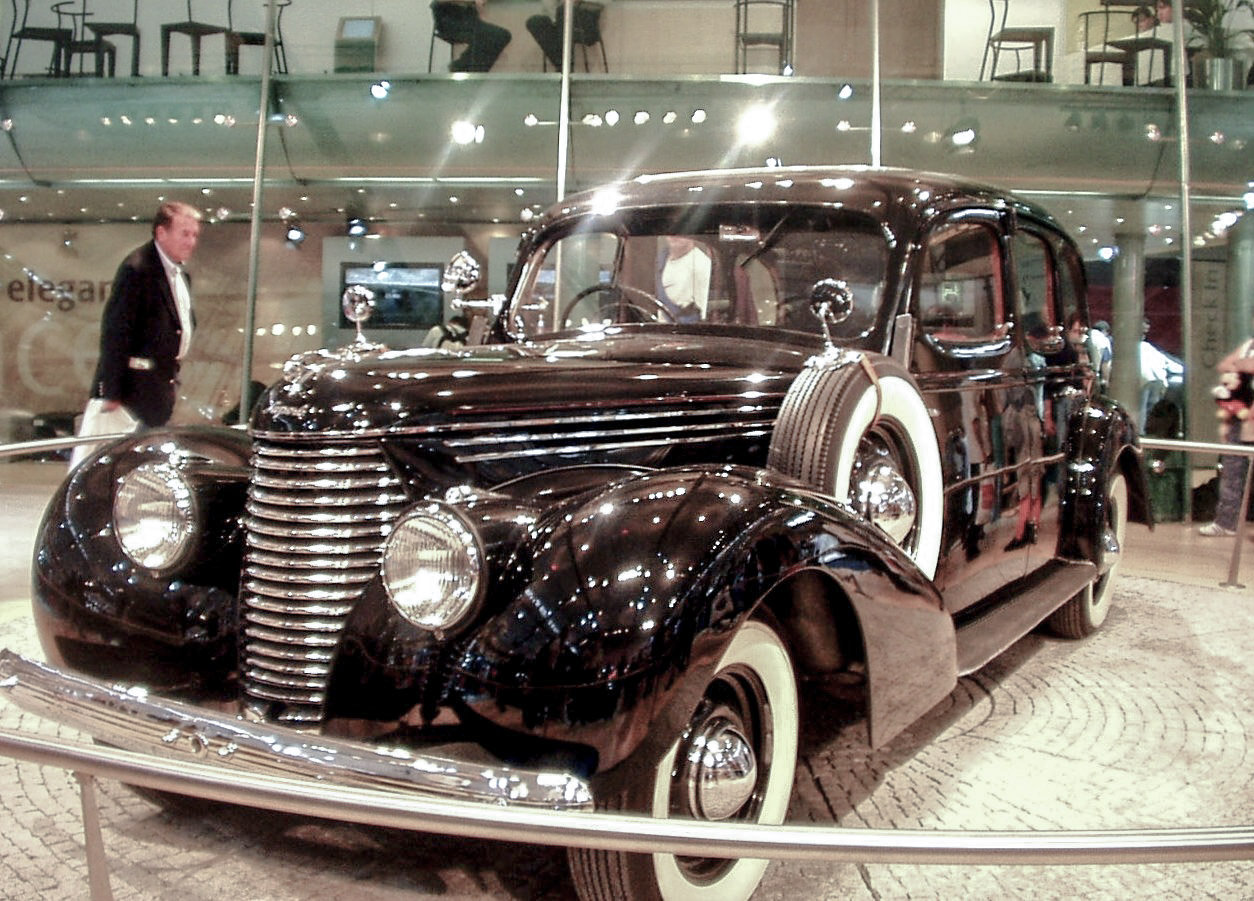
Škoda Superb 924

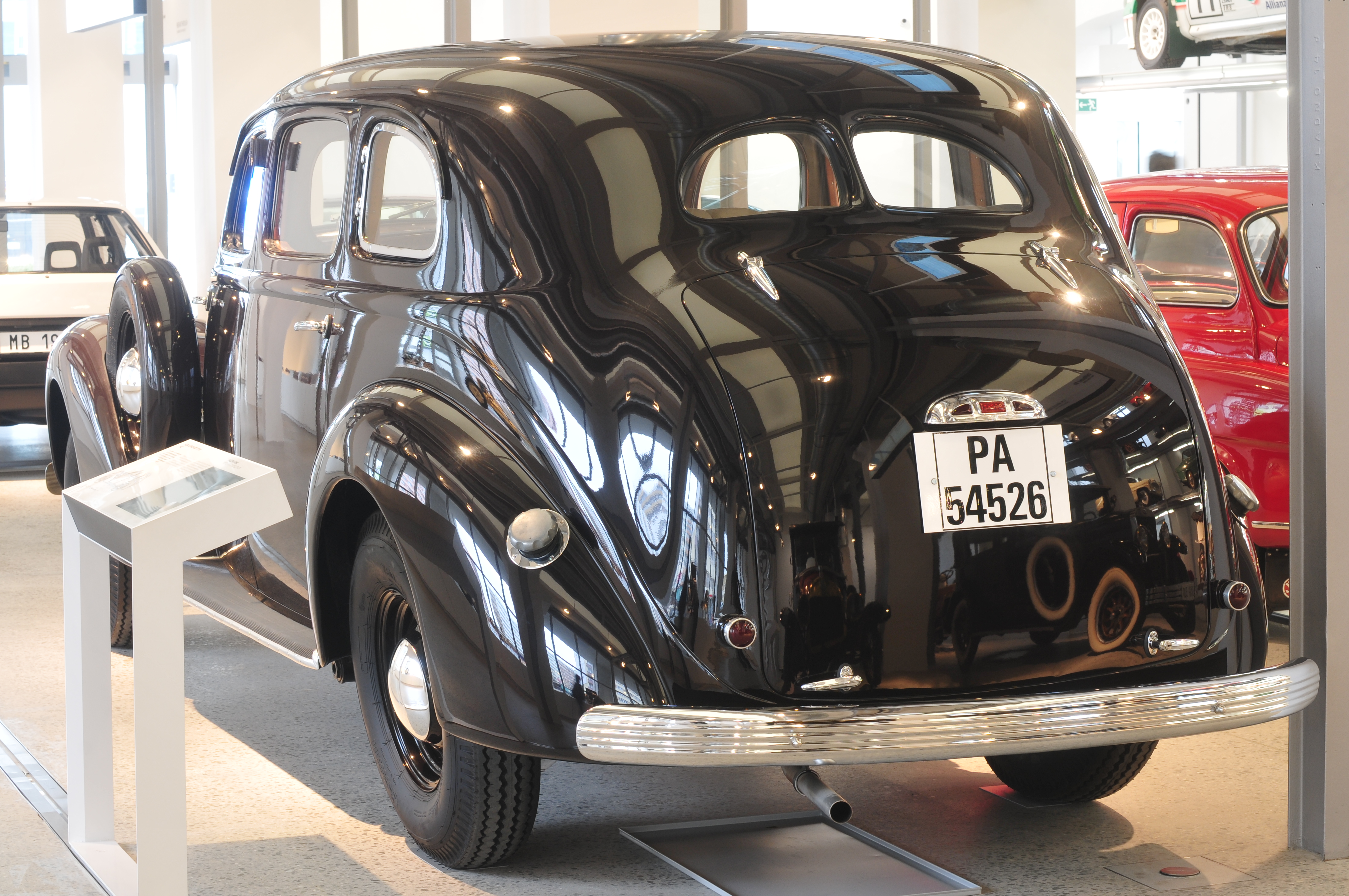
Škoda Superb à soupapes en tête, 1939

Le premier prototype du Type 924 a été construit en 1937 ; cependant, il n'est entré en production qu'en 1939. Le Type 924 avait un nouveau moteur six cylindres en ligne à soupapes en tête de 3 140 cm³, un empattement allongé et une carrosserie plus courte et plus arrondie. La 924 se caractérise par ses roues de secours situées derrière les ailes avant.
La version la plus courante du Type 924 était la limousine 6 places. Sa rangée médiane de sièges pouvait être rabattue, procurant aux passagers arrière plus d'espace.
Après la guerre, la production de la Superb Type 924 s'est poursuivie en petit nombre tout au long des années 1947-1948, avec 60 berlines et 100 voitures découvertes, dont certaines dans une version luxueuse destinée aux défilés. Officiellement, ces modèles ont tous été livrés au ministère tchécoslovaque de l'Intérieur.

#### Types 952 et 956

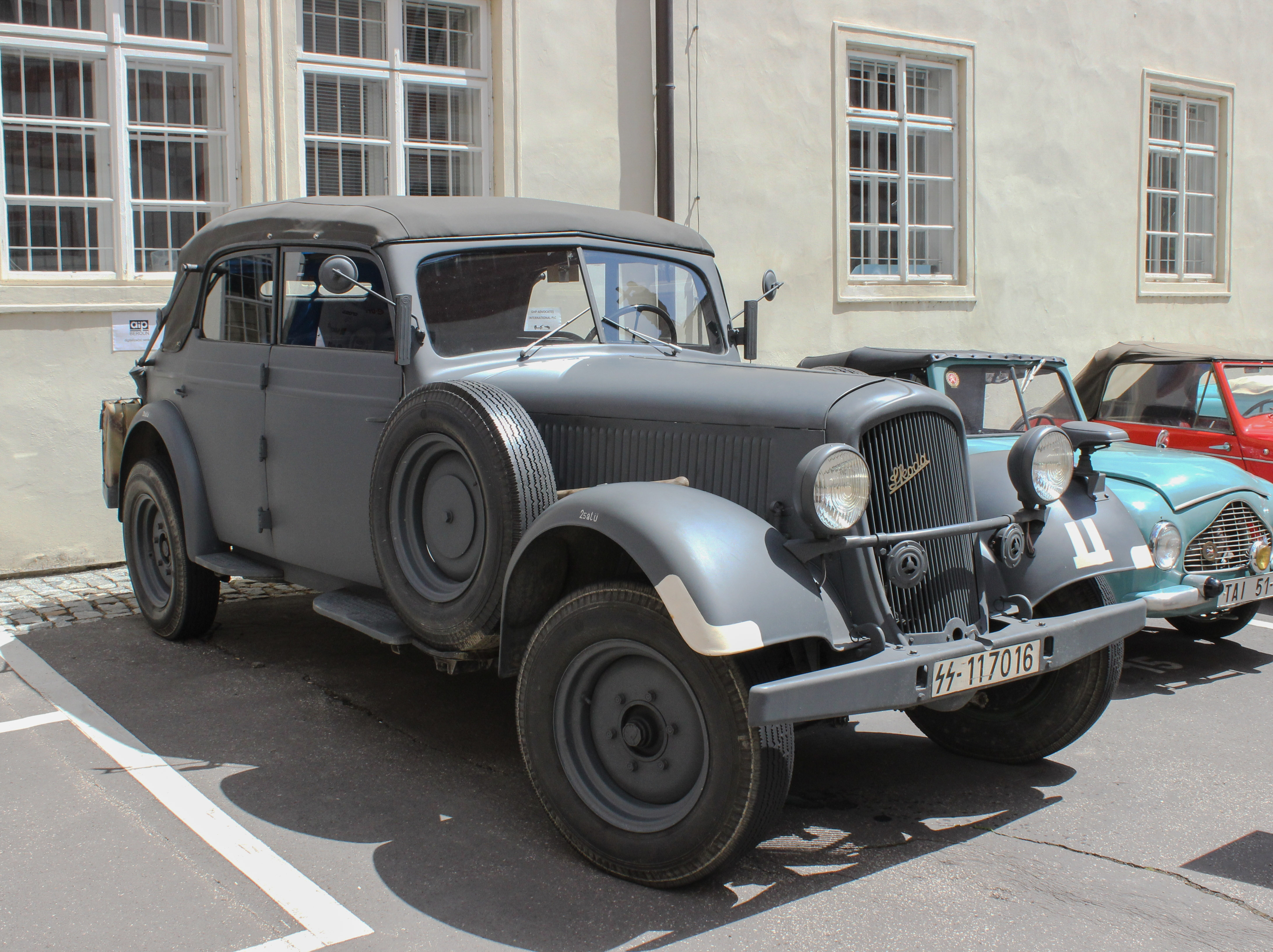
Škoda Superb 3000 type 952, Kfz. 21

En 1941-1943, Škoda a produit une version militaire du modèle Type 924 pour la Wehrmacht et ses alliés. Elle a été produite en Bohême, alors occupée par les Allemands. Elle a commencé avec une version à propulsion arrière appelée Type 952 et a culminé, brièvement, avec la transmission intégrale Type 956.
Trois versions militaires étaient disponibles : la Kfz 21, un cabriolet de commandement de luxe utilisé par les officiers supérieurs sur le terrain, tels que le général Heinz Guderian et le maréchal Erwin Rommel (100 exemplaires) ; la  Kfz 15, un transport de troupes et voiture de raid (1 600 ont été produites) ; enfin, une ambulance militaire, produite à 30 exemplaires.

#### Superbe 4000 (Type 919)
En 1939, Škoda a présenté la version Type 919 de la Superb, connue sous le nom de Superb 4000, qui disposait d'un nouveau moteur V8 à soupapes en tête de 3 990 cm³ : ce modèle, allongé à 5 700 mm, est la première voiture de l'entreprise à moteur V8 de série. Contrairement aux précédents modèles à six cylindres en ligne, le V8 disposait de trois vitesses, les 2e et 3e vitesses étant synchronisées. Seulement douze voitures de ce type ont été fabriquées.
Plusieurs voitures Škoda Superb historiques peuvent être vues au musée Škoda à Mladá Boleslav.